# 소니 A7s
소니 A7(영어: Sony α7s)은 2014년 4월 7일 공개된 소니 E마운트 미러리스 렌즈 교환식 카메라이다. A7s는 소니 A7을 기본으로 만든 동영상 전용 기종이며, 4K급 해상도를 지원한다.
기존의 미러리스 렌즈 교환식 카메라와는 다르게 스틸컷이 아닌 영상 전문가를 겨냥해 출시된 제품이며 스펙의 대부분이 사진가가 아닌 영상 촬영가에 맞게 설계가 변경되었다. 마운트로는 기존 소니 E마운트를 사용하지만, 제조사 측에서는 전용 렌즈인 화각의 이유로 FE렌즈를 사용하기를 권장한다.

## 성능
영상 해상도는 XAVC S 1080 60p(50Mbps), 30p (50Mbps), 24p (50Mbps). 720 120p (50Mbps). AVCHD 60p (28Mbps), 60i (24Mbps/17Mbps), 24p (24Mbps/17Mbps)를 지원하며, 포맷으로는 MPEG-4, AVCHD를 지원한다. 다만 내장 메모리, SD카드로는 Full HD 기록만 가능하다.

## 모델
α7 시리즈는 현재 A7과 A7R, 그리고 A7s가 출시되어있다. S 모델은 'Sensitive' 모델로써, 낮은 화소 센서를 채용해 초 고감도 저 노이즈를 실현했다.